# Protowall
Protowall är ett NDIS (Network Driver Interface Specification) IP-filter som tagits fram av B.I.S.S (Bluetack Internet Security Solutions) och detta datorprogram ska kunna köras självständigt vid sidan av en brandvägg för att blockera en stor mängd IP som många brandväggar inte klarar av.
ProtoWall är baserat på Windows XPs egna drivers och integrerar sig i själva operativsystemet vilket betyder att de behöver väldigt lite systemresurser.